# Pasarela de Delicias
La pasarela de Delicias es un puente en Zaragoza (Aragón, España) sobre el paseo del Agua o paseo Ciudad de Soria (entrada a la ciudad desde la A-68) en las vecindades de la Estación Intermodal Zaragoza-Delicias. Comunica los distritos de La Almozara y Delicias. Es obra de Juan José Arenas.

## Historia
Es heredera de una larga historia. Tradicionalmente la principal estación ferroviaria fue la del Portillo lo que implicaba la entrada de las vías a la ciudad hasta la cerca del corazón urbano maño, antes del soterramiento de Goya. Las vías se convirtieron a medida que la ciudad crecía en una barrera urbana entre La Almozara y Delicias. 
La pasarela fue construida entre 2007 y 2008 como una obra de acompañamiento de la Exposición Internacional Zaragoza 2008 junto con todos los viales del entorno de la estación Intermodal de Zaragoza (aunque la estación del AVE se inauguró en 2002 por las prisas electorales, no se convirtió en estación Intermodal hasta 2007 y los accesos viales que rodean la estación no se concluyeron hasta 2008. Otra curiosidad a destacar es que tanto la estación como la pasarela se levantan en el barrio de La Almozara pero llevan el nombre del vecino barrio de Delicias). Esta infraestructura que forma parte de la Milla Digital y de la reconversión de los terrenos ferroviarios planificada con la llegada del AVE fue costeada por ZAV (Zaragoza Alta Velocidad) y salva la intersección entre la ronda del Rabal (cierre del 3º cunturón o Z-30) y la avenida Ciudad de Soria (antiguo paseo del Agua y antigua A-68).

## Descripción
La pasarela es obra del ingeniero oscense Juan José Arenas, también autor del puente del Tercer Milenio. Cuenta con una pasarela de 240 metros que se divide en tres tramos. El primero, que mide 90 metros y está elevado seis sobre el suelo, es el más cercano a la estación Intermodal y es por donde acceden los peatones. El segundo tramo, de 60 metros con forma curva, queda situado justo encima del nuevo nudo de comunicaciones del Tercer Cinturón y de la avenida Ciudad de Soria. El último tramo de la pasarela es el más espectacular, ya que sus 90 metros de longitud cuelgan del mástil de 28 metros de altura y 60 toneladas de peso, que fue izado a finales de enero de 2008.
Su presupuesto fue de 3,3 millones de euros.
Como curiosidad, en su lado norte la pasarela termina bruscamente en una caja de ascensores rodeada por una escalera metálica. Esta sección de la pasarela se concibió para que en el futuro quede envuelta por el planificado Centro de Arte y Tecnología, que está llamado a convertirse en un gran hito arquitectónico y cultural de la ciudad.